# Künten
Künten est une commune suisse du canton d'Argovie, située dans le district de Baden.

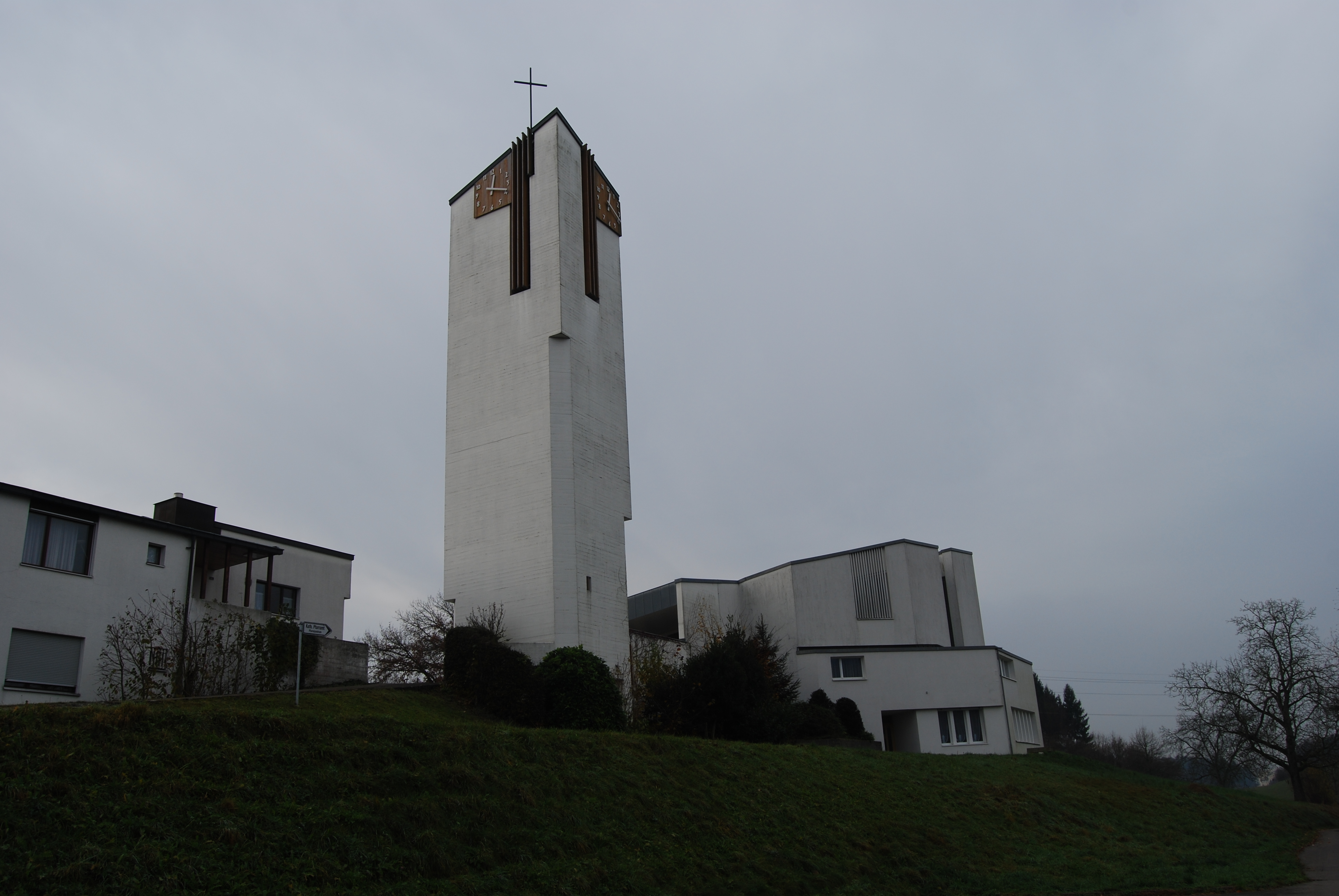
Église catholique.

Photo aérienne (1947)